# 217257 Valemangano
217257 Valemangano este un asteroid care intersectează orbita planetei Marte.

## Descriere
217257 Valemangano este un asteroid care intersectează orbita planetei Marte. Asteroidul prezintă o orbită caracterizată de o semiaxă mare de 2,15 ua, o excentricitate de 0,37 și o înclinație de 5,4° în raport cu ecliptica.